# Idioma ngäbe
El idioma ngäbe (ngäbere; que deriva de «ngäbo», «creador»,[cita requerida] del cual originó el gentilicio «ngäbe», «hijos del creador»)[cita requerida], conocido también como guaimí, es una lengua americana de la familia chibchana hablada por el pueblo ngäbe. Es la segunda lengua de Panamá por el número de hablantes nativos, es decir, lengua materna tras el castellano, con 260 058 hablantes, principalmente en la comarca Ngäbe-Buglé. En Costa Rica (provincia de Puntarenas) viven otros 5 360 ngäbes. La lengua usa el alfabeto latino (o romano). El heteroglotónimo guaimí, probablemente deriva del buglé ngwamigda que significa indígena o gwarare, gwa minta, que significa «como lombrices» una forma despectiva para referirse a los ngäbe que pasó al castellano

## Familia de lenguas
El ngäbere es parte de la familia lingüística chibcha, que es indígena de un área que se extiende desde el este de Honduras hasta el norte de Colombia. El ngäbere es una de las dos lenguas clasificadas en un grupo llamado Guaymí. El otro es un idioma relacionado pero mutuamente ininteligible llamado buglere, hablado por el pueblo buglé dentro de la Comarca Ngäbe-Buglé. 
Si bien todas las variedades del ngäbere son gramaticalmente idénticas y mutuamente inteligibles, existen diferencias fonológicas y léxicas que varían de una región a otra. Las personas de distintas zonas pueden utilizar palabras diferentes para expresar el mismo concepto o pronunciar una misma palabra de manera distinta.
Los sonidos vocálicos, por ejemplo, pueden cambiar según la región: la palabra para "ver", que se pronuncia /toen/ en algunas áreas, puede pronunciarse /tuen/ en otras; la palabra para "tú" puede aparecer como /mä/ o /ma/, dependiendo del lugar. También se observan variaciones en el acento silábico. Por ejemplo, la palabra ütü ("paloma") puede pronunciarse con acento en la primera sílaba o con acentos de igual intensidad en ambas sílabas, según la región del hablante.
Una variedad regional, conocida como el penonomeño, presentaba diferencias más marcadas, pero actualmente se considera extinta.
Tanto los ngäbes como los latinos se refieren directamente al ngäbere como dialecto. Rolando Rodríguez comenta sobre este nombre inapropiado: "El ngäbere no es una variedad del español o de otra lengua conocida, de manera que por desconocimiento se suele decir dialecto al ngäbere, cuando en realidad es una lengua".

## Escritura
| a | ä | b | ch | d | e | g | gw | i | j | k | kw | l | m | n | ng | ngw | ñ | o | ö | r | s | t | u | ü | y |

### Texto en Ngäbere
El siguiente es un ejemplo de texto en ngäbere:
«Nitre ngäbere nietä ye blite kugwe ngäbere bití, ye nie nüne Panamá bätä Costa Rica, nitre panamá ye blite bä jenénkä ni Costa Rica yé bätä.»
«Kugwe ni ngäbegwe ne bití blita ñakare nibíre krübäte yedre bätä ari kugwe tigueta, ögaregrö bití driedre monso mrä íe. Kugwe ne migadre kä krí bití yé kwe kugwe ye ñakare rearegä.»